# Campeonato Mundial de Atletismo de 2007 - Lançamento de martelo masculino
O lançamento de martelo masculino no Campeonato Mundial de Atletismo de 2007 foi realizada no Estádio Nagai, em Osaka, no Japão, entre os dias 25 a 27 de agosto de 2007.

## Recordes
Antes desta competição, os recordes mundiais e do campeonato nesta prova eram os seguintes:
| Tipo                  | Atleta       | Distância | Local     | Data                 |
| --------------------- | ------------ | --------- | --------- | -------------------- |
|                       | Yuriy Sedykh | 86,74     | Stuttgart | 30 de agosto de 1986 |
| Recorde do campeonato | Ivan Tsikhan | 83,89     | Helsinque | 8 de agosto de 2005  |

## Medalhistas
| Ouro               | Prata               | Bronze                  |
| Ivan Tsikhan (BLR) | Primož Kozmus (SLO) | Libor Charfreitag (SVK) |

## Calendário
Todos os horários estão no horário local (UTC+9)
| Data         | Horário | Fase         |
| ------------ | ------- | ------------ |
| 25 de agosto | 19:30   | Qualificação |
| 27 de agosto | 19:30   | Final        |

## Resultados

### Qualificação
Qualificação: 77,00 m (Q) ou as 12 melhores performances (q).
Grupo A
| Pos. | Geral | Atleta             | Nacionalidade  | 1     | 2     | 3     | Marca | Notas                |
| ---- | ----- | ------------------ | -------------- | ----- | ----- | ----- | ----- | -------------------- |
| 1    | 1     | Libor Charfreitag  | Eslováquia     | 80.61 | —     | —     | 80.61 | Q                    |
| 2    | 3     | Vadim Devyatovskiy | Bielorrússia   | 76.85 | 79.30 | —     | 79.30 | Q                    |
| 3    | 4     | Krisztián Pars     | Hungria        | 79.11 | —     | —     | 79.11 | Q                    |
| 4    | 8     | Koji Murofushi     | Japão          | 73.11 | 77.25 | —     | 77.25 | q                    |
| 5    | 12    | Eşref Apak         | Turquia        | 75.27 | 73.34 | 74.04 | 75.27 | q                    |
| 6    | 13    | James Steacy       | Canadá         | 74.11 | X     | 73.07 | 74.11 |                      |
| 7    | 15    | Yevhen Vynohradov  | Ucrânia        | 71.15 | 73.87 | X     | 73.87 |                      |
| 8    | 16    | Nicola Vizzoni     | Itália         | 71.58 | 73.64 | 71.79 | 73.64 |                      |
| 9    | 18    | András Haklits     | Croácia        | 71.75 | X     | 73.04 | 73.04 |                      |
| 10   | 19    | Mohsen El Anany    | Egito          | 72.93 | X     | 69.67 | 72.93 |                      |
| 11   | 20    | David Söderberg    | Finlândia      | X     | 71.25 | 72.45 | 72.45 |                      |
| 12   | 21    | Dilshod Nazarov    | Tajiquistão    | 71.70 | 70.71 | X     | 71.70 |                      |
| 13   | 27    | Dorian Collaku     | Albânia        | 66.63 | 68.30 | 63.86 | 68.30 | Recorde da temporada |
| —    | —     | Kibwe Johnson      | Estados Unidos | X     | X     | X     | NM    |                      |

Grupo B
| Pos. | Geral | Atleta                   | Nacionalidade  | 1     | 2     | 3     | Marca | Notas |
| ---- | ----- | ------------------------ | -------------- | ----- | ----- | ----- | ----- | ----- |
| 1    | 2     | Miloslav Konopka         | Eslováquia     | X     | 79.83 | —     | 79.83 | Q,    |
| 2    | 5     | Szymon Ziółkowski        | Polónia        | 73.87 | 78.90 | —     | 78.90 | Q     |
| 3    | 6     | Primož Kozmus            | Eslovênia      | 77.93 | —     | —     | 77.93 | Q     |
| 4    | 7     | Ivan Tsikhan             | Bielorrússia   | X     | 77.75 | —     | 77.75 | Q     |
| 5    | 9     | Ali Al-Zinkawi           | Kuwait         | X     | 76.49 | X     | 76.49 | q     |
| 6    | 10    | Markus Esser             | Alemanha       | 76.36 | 74.12 | X     | 76.36 | q     |
| 7    | 11    | Olli-Pekka Karjalainen   | Finlândia      | 75.04 | X     | 76.12 | 76.12 | q     |
| 8    | 14    | Igors Sokolovs           | Letônia        | X     | 72.95 | 73.92 | 73.92 |       |
| 9    | 17    | A.G. Kruger              | Estados Unidos | 73.19 | 69.39 | X     | 73.19 |       |
| 10   | 22    | Alexandros Papadimitriou | Grécia         | 71.58 | X     | X     | 71.58 |       |
| 11   | 23    | Cosmin Sorescu           | Roménia        | 70.43 | 71.49 | 69.42 | 71.49 |       |
| 12   | 24    | Chris Harmse             | África do Sul  | 71.07 | X     | X     | 71.07 |       |
| 13   | 25    | Aleksey Zagornyi         | Rússia         | X     | X     | 70.94 | 70.94 |       |
| 14   | 26    | Hiroaki Doi              | Japão          | 67.57 | 69.89 | X     | 69.89 |       |
| 15   | 28    | Fatih Eryildirim         | Turquia        | 67.87 | 67.62 | 66.09 | 67.87 |       |

### Final
A final ocorreu dia 27 de agosto às 19:30.
| Pos.              | Atleta                 | Nacionalidade | 1     | 2     | 3     | 4     | 5     | 6     | Marca | Notas                |
| ----------------- | ---------------------- | ------------- | ----- | ----- | ----- | ----- | ----- | ----- | ----- | -------------------- |
| Medalha de ouro   | Ivan Tsikhan           | Bielorrússia  | X     | X     | 79.35 | X     | 80.77 | 83.63 | 83.63 | Recorde da temporada |
| Medalha de prata  | Primož Kozmus          | Eslovênia     | 80.68 | 79.62 | 82.12 | X     | X     | 82.29 | 82.29 |                      |
| Medalha de bronze | Libor Charfreitag      | Eslováquia    | X     | 80.93 | 79.10 | 76.88 | 81.60 | 80.48 | 81.60 | Recorde da temporada |
| 4                 | Vadim Devyatovskiy     | Bielorrússia  | 76.28 | 80.95 | X     | 81.22 | 81.57 | 81.20 | 81.57 |                      |
| 5                 | Krisztián Pars         | Hungria       | 78.29 | 79.49 | 79.55 | 79.63 | 77.29 | 80.93 | 80.93 |                      |
| 6                 | Koji Murofushi         | Japão         | 76.94 | 79.46 | 80.38 | 79.56 | 80.13 | 80.46 | 80.46 | Recorde da temporada |
| 7                 | Szymon Ziółkowski      | Polónia       | 79.81 | 80.09 | 78.58 | 79.87 | X     | 77.53 | 80.09 |                      |
| 8                 | Markus Esser           | Alemanha      | 78.67 | 79.66 | 78.37 | X     | 79.19 | 79.46 | 79.66 |                      |
|                   |                        |               |       |       |       |       |       |       |       |                      |
| 9                 | Olli-Pekka Karjalainen | Finlândia     | 78.15 | 78.27 | 78.35 |       |       |       | 78.35 | Recorde da temporada |
| 10                | Miloslav Konopka       | Eslováquia    | X     | 78.09 | X     |       |       |       | 78.09 |                      |
| 11                | Eşref Apak             | Turquia       | 75.67 | X     | 76.59 |       |       |       | 76.59 |                      |
| 12                | Ali Al-Zinkawi         | Kuwait        | X     | 72.88 | 76.04 |       |       |       | 76.04 |                      |

Legenda
| Recorde mundial       | Recorde mundial (World record)               |                       | Recorde africano                      | Recorde africano (African) |                                           | Q | Classificado por posição (Qualified) |
| Recorde do campeonato | Recorde do campeonato (Championship record)  | Recorde da América    | Recorde da América (Americas)         | q                          | Classificado por melhor tempo (Qualified) |   |                                      |
| Melhor marca do ano   | Melhor marca do ano (World leading)          | Recorde asiático      | Recorde asiático (Asian)              | DNS                        | Não largou (Did not start)                |   |                                      |
| Recorde nacional      | Recorde nacional (National record)           | Recorde europeu       | Recorde europeu (European)            | DNF                        | Não terminou (Did not finish)             |   |                                      |
| Recorde pessoal       | Recorde pessoal do atleta (Personal best)    | Recorde da Oceania    | Recorde da Oceania (Oceania)          | DSQ / DQ                   | Desclassificado (Disqualified)            |   |                                      |
| Recorde da temporada  | Recorde da temporada do atleta (Season best) | Recorde sul-americano | Recorde sul-americano (South America) | NM                         | Sem marca (No mark)                       |   |                                      |